# ВВА-14
ВВА-14 (вертикально взлетающая амфибия, модификация: экранолёт 14М1П) — экспериментальный советский аппарат (гидросамолёт, бомбардировщик и торпедоносец) конструкции Роберта Бартини, советского авиаконструктора итальянского происхождения. Создавался как аппарат, имеющий возможность взлетать и садиться на воду и как обычный самолёт, и как самолёт вертикального взлёта и посадки. Первый полёт — 4 сентября 1972 года. Из-за сложностей в разработке необходимых двигателей для вертикального взлёта была проведена последняя модификация (14М1П) — превратившая аппарат в экраноплан (1976).

## История
В 1955 году Р. Л. Бартини представляет проект сверхзвуковой летающей лодки-бомбардировщика средней дальности А-55, созданный на основе своего же проекта самолёта-летающего крыла с переменной стреловидностью (Т-203) и сопутствующих исследований. Было продуто свыше 40 моделей, написано до 40 томов отчётов, исследованы режимы взлёта с воды и возможности длительного его пребывания на плаву. В ходе развития идеи А-55 был создан ряд проектов: А-57 (стратегический бомбардировщик — летающая лодка), Е-57 (гидросамолёт-бомбардировщик, носитель крылатой ракеты К-10 и ядерной бомбы), Р-57 / Ф-57 (сверхзвуковой фронтовой бомбардировщик), Р-АЛ (проект 1961 г., дальний разведчик с ядерной силовой установкой). По итогам этой работы Бартини вплотную подошёл к разработке экраноплана.
В течение долгих лет Р. Л. Бартини разрабатывал «Теорию межконтинентального транспорта земли», включающую в себя оценку транспортной производительности судов, самолётов и вертолётов. В результате этих исследований он определил, что оптимальным транспортным средством является амфибийный аппарат, способный взлетать подобно вертолёту (или с использованием воздушной подушки), имеющий грузоподъёмность больших судов, и обладающий скоростью и технической оснащённостью самолётов. С целью создать такую машину Бартини приступил к разработке экраноплана с подводными крыльями; результатом работы стал проект экраноплана СВВП-2500: летающего крыла с квадратным центропланом и консолями, силовой установкой, состоящей из подъёмных и маршевых двигателей, и взлётной массой 2 500 т.
Предшествующим проектом конструктора был проект гидросамолёта МВА-62. Как опытно-конструкторские работы в ЦАГИ, так и последующая постройка МВА-62 показали успешные результаты: амфибия совершала полёт на скоростях, близких к скоростям обычного самолёта, при этом поднимаясь выше, нежели суда на воздушной подушке или на подводных крыльях.
Для отработки возможности вертикального взлёта был создан проект амфибии ВВА-14. Эта машина имела модификацию 14МП1, представляющую собой экранолёт — то есть аппарат, способный функционировать и в режиме экраноплана, и в режиме самолёта. Из-за возникших сложностей в разработке двигателей для вертикального взлёта, была создана модификация, превращающая самолёт в экраноплан. Аппарат был испытан в акватории Таганрогского залива Азовского моря, в 1976 году. Параллельно разрабатывались проекты, посвящённые реализации вертикального взлёта и посадки СВВП-2500 со взлётной массой 2 500 т, а также модификации СВВП для корабельного базирования. Для обнаружения подводных лодок в рамках проекта предполагалось использовать поисковый аэромагнитометр «Бор-1», а также 144 радиогидроакустических буя РГБ-1У и до ста взрывных источников звука.
Конструкторы столкнулись с серьёзными трудностями в разработке авионики и системы управления машиной. После смерти Бартини проект продолжал разрабатываться ещё два года, прошли его испытания в режиме экраноплана. Хотя в конструкции аппарата предусматривался вертикальный взлёт, работы по созданию подъёмных двигателей РД36-35ПР, проводившиеся под руководством П. А. Колесова в Рыбинском КБ моторостроения, так и не были завершены.
Корпус прототипа ВВА-14 хранится в Центральном музее ВВС в Монино. 14 ноября 2013 года волонтёрский Фонд содействия центральному музею ВВС в Монино объявил о подготовке к реставрационному проекту по ВВА-14.
В 2019 году у проекта по восстановлению ВВА-14 появился свой сайт, где ведется описание работ по восстановлению.

## Конструкция[1]
Самолет вертикального взлета и посадки ВВА-14 — высокоплан с поплавковым взлетно-посадочным устройством. Конструкция выполнена из алюминиевых сплавов с антикоррозионным покрытием из кадмиевых сталей.
- Фюзеляж — полумонокок, переходящий в центроплан. В носовой части фюзеляжа размещена трехместная кабина экипажа. В случае аварийной ситуации кабина отделялась от фюзеляжа, что обеспечивало спасение экипажа при всех режимах полета без использования катапультных кресел. За кабиной экипажа размещался отсек силовой установки с 12 подъемными двигателями и отсек вооружения.
- Крыло — состоит из прямоугольного центроплана и двух отъёмных консолей в плане трапециевидной формы. По всему размаху отъёмной части крыла размещены предкрылки, однощелевые закрылки и элероны. С центропланом сопрягаются сигарообразные обтекатели, на которых размещается оперение и ПВПУ.
- Хвостовое оперение — расположено на обтекателях, свободнонесущее, стреловидное. Горизонтальное оперение — стабилизатор общей площадью 21,8 м² и рули высоты общей площадью 6,33 м². Вертикальное оперение — двухкилевое общей площадью 22,75 м² и рули направления общей площадью 6,75 м².
- ПВПУ — пневматическое взлетно-посадочное устройство состоит из надувных поплавков, разделенных на 12 отсеков, длиной 14 м, диаметром 2,5 м и объемом по 50 м³. Для выпуска и уборки поплавков используется механогидропневмоэлектрическая система с 12 кольцевыми инжекторами, по одному на каждый отсек. Воздух в систему подается от компрессоров маршевых двигателей.
- Шасси — предназначено для транспортировки ВВА-14 на земле, было использовано шасси от бомбардировщика Ту-22. Шасси трехопорное колёсное, убирающееся, состоит из носовой опоры и главных опор на обтекателях по бокам поплавков. Каждая опора имеет по два колеса.
- Силовая установка — комбинированная. Два маршевых двухконтурных двигателя Д-30М тягой по 6800 кгс, установленных рядом в гондолах сверху центроплана. 12 подъемных ТРДД РД-36-35ПР тягой по 4400 кгс, установленных попарно с наклоном вперед в отсеке фюзеляжа с открывающимися вверх створками воздухозаборников для каждой пары двигателей и нижними створками с решетками, отклонение которых могло регулироваться. Также была установлена вспомогательная силовая установка с турбокомпрессором.
- Топливная система — включает 14 баков;два бака отсека и 12 протектированных баков общей емкостью 15500 л.. Предусматривалась установка системы заправки топливом на плаву.
- Система управления — управление аэродинамическими рулями осуществлялось при помощи гидроусилителей, как на обычных самолетах. Управление в режиме вертикального взлета и посадки выполнялось с помощью 12-ти струйных рулей, установленных попарно, и использующих сжатый воздух, отбираемый от подъемных двигателей. Система автоматического управления обеспечивала стабилизацию по тангажу, курсу и высоте на всех режимах полета.
- Самолетные системы — ВВА-14 был оснащен всеми необходимыми для эксплуатации системами: противопожарная — размещена в отсеках силовой установки; противообледенительная — горячий воздух подавался к носкам крыла, оперения и к воздухозаборникам; кислородная система; система кондиционирования воздуха.
- Оборудование — пилотажно-навигационное и радиосвязное оборудование обеспечивало автоматическую стабилизацию при взлете и посадке, а также на маршруте при автономном полете в сложных метеорологических условиях. ВВА-14 предполагалось использовать в двух вариантах: спасательный и противолодочный. В спасательном варианте самолет оснащался аварийно-спасательными радиосредствами. В противолодочном варианте использовалась поисково-прицельная система, обеспечивающая поиск подводных лодок и определение координат для применения оружия. Для обнаружения подводных лодок использовались 144 гидроакустических буя и до ста взрывных источников звука, а также поисковый аэромагнитометр Бор-1.

Вооружение — в бомбоотсеке предполагалось разместить авиационные бомбы, авиационные мины и торпеды общим весом до 2000 кг. Для обороны на маршруте и в зоне патрулирования предусматривался оборонительный комплекс, обеспечивающий постановку активных и пассивных помех.
На базе ВВА-14 разрабатывались проекты различных модификаций:
1. Корабельный вариант — мог базироваться на противолодочных крейсерах, на крупнотоннажных сухогрузах и танкерах, на противолодочных крейсерах-носителях и имел складные консоли крыла и складное хвостовое оперение.
2. Транспортный вариант — оборудован для перевозки 32 человек или 5000 кг груза на расстояние до 3300 км.
3. Поисково-спасательный вариант — в состав экипажа дополнительно включались два спасателя и врач. В грузовом отсеке размещалось специальное оборудование: лебедка,надувные плоты, лодка и т. д. В поисково-спасательном варианте дальность полета увеличивалась на 500—1000 км.
4. Самолет-ретранслятор — при нахождении самолета на плаву поднималась специальная антенна на высоту 200—300 м.

## Тактико-технические характеристики СВВП ВВА-14
- Размах крыла(с законцовками), м: 28,50 (30)
- Длина, м: 25,97
- Высота, м: 6,79
- Площадь крыла, м²: 2177
- Масса самолёта, кг.:
  - пустого: 35 356
  - максимальная: 52 000
- Тип двигателя:
  - маршевые: 2 ТРДД  Д-30М
  - подъёмные: 12 ТРДД РД36-35ПР
- Тяга, кг/с.:
  - маршевые: 2 х 6800
  - подъёмные: 12 х 4400
- Максимальная скорость, км/ч: 760
- Крейсерская скорость, км/ч: 640
- Скорость барражирования, км/ч: 360
- Практическая дальность полета, км: 2450
- Практический потолок, м: 8000-10 000
- Экипаж, чел.: 3
- Вооружение:
  - До 2000 кг.: две авиационные торпеды, или восемь авиационных мин ИГДМ-500 (при увеличении боевой нагрузки до 4000 кг.) или 16 авиационных бомб ПЛАБ-250.
  - Для обороны на маршруте и в зоне патрулирования предусматривался оборонительный комплекс, обеспечивающий постановку активных и пассивных помех.

## В массовой культуре
- 14М1П присутствует в конце игры Metal Gear Solid 3